# Romeu Lourenção
Romeu Lourenção (Brotas, 16 de agosto de 1908 — São Paulo, 11 de abril de 1990) foi um político brasileiro. Exerceu o mandato de deputado federal constituinte por São Paulo em 1946. Figurou como primeiro suplente em 1950, sendo efetivado 18 de março de 1953, três meses após a morte de Dário Barros.